# M-16 (musikalbum)
M-16 det tyska thrash metal-bandet Sodoms tionde studioalbum, utgivet i oktober 2001 på Steamhammer, och i Japan på Victor i februari 2002. Skivans titel syftar på den automatkarbin, M16, som amerikanska trupper använde i Vietnamkriget, vilket skivan handlar om.
Introt till "Napalm in the Morning" är från filmen Apocalypse Now.

## Låtlista
1. "Among the Weirdcong" – 5:07
2. "I Am the War" – 4:06
3. "Napalm in the Morning" – 5:56
4. "Minejumper" – 3:10
5. "Genocide" – 4:49
6. "Little Boy" – 4:08
7. "M-16" – 4:48
8. "Lead Injection" – 6:23
9. "Cannon Fodder" – 3:53
10. "Marines" – 3:55
11. "Surfin' Bird" (The Trashmen-cover) – 2:39

Bonusspår på den japanska utgåvan
1. "Witching Metal" – 3:09
2. "Devil's Attack" – 3:12

## Medverkande
Musiker
- Tom Angelripper – sång, basgitarr
- Bernd "Bernemann" Kost – gitarr
- Bobby Schottkowski – trummor

Bidragande musiker
- Harris Johns – akustisk gitarr

Produktion
- Harris Johns – producent, inspelningstekniker, mixning
- Axel Hermann – omslagskonst
- Susanne Hentschel – design, layout
- Manfred Eisenblatter – foto